# DaimlerChrysler LX-Plattform
Die LX Plattform ist eine Plattform von Chrysler für Autos mit Hinterradantrieb. Sie basiert auf dem Mercedes-Benz W210 mit dessen aufwendiger Mehrlenkerradaufhängung und hat somit ähnliche Fahreigenschaften wie der Mercedes.
Fahrzeuge auf dieser Plattform sind:
- Chrysler 300 (2004 bis 2023)
- Dodge Magnum (2005 bis 2008)
- Dodge Charger (2006 bis 2023)

Eine Abwandlung dieser Plattform (LC-Plattform) wurde im zwischen 2008 und 2023 gebauten Dodge Challenger genutzt.